# Хобкирк, Алан
Алан Хобкирк (англ. Alan Hobkirk, 7 ноября 1952, Ванкувер, Канада) — канадский хоккеист (хоккей на траве), полевой игрок. Чемпион Панамериканских игр 1983 года.

## Биография
Алан Хобкирк родился 7 ноября 1952 года в канадском городе Ванкувер.
Играл в хоккей на траве за команду университета Британской Колумбии «Тандербёрдс», был её капитаном.
В 1974 году окончил университет Британской Колумбии, получив степень бакалавра искусств. Получив стипендию Родса, продолжил учёбу в Оксфордском университете, который окончил в 1976 году. Был капитаном его хоккейной команды. В 1979 году окончил юридический факультет университета Британской Колумбии.
В 1971—1980 годах играл за сборную Канады, провёл более 100 матчей, неоднократно был капитаном команды.
В 1976 году вошёл в состав сборной Канады по хоккею на траве на летних Олимпийских играх в Монреале, занявшей 10-е место. Играл в поле, провёл 6 матчей, забил 1 мяч в ворота сборной Аргентины.
В 1971 году в составе сборной Канады завоевал бронзовую медаль хоккейного турнира Панамериканских игр, в 1975 и 1979 годах — серебряные медали, в 1983 году — золотую медаль.

## Увековечение
В 1994 году введён в спортивный Зал славы университета Британской Колумбии.